# Kanam
Kanam é uma panchayat (vila) no distrito de Toothukudi, no estado indiano de Tamil Nadu.

## Demografia
Segundo o censo de 2001,  Kanam  tinha uma população de 3400 habitantes. Os indivíduos do sexo masculino constituem 47% da população e os do sexo feminino 53%. Kanam tem uma taxa de literacia de 77%, superior à média nacional de 59.5%: a literacia no sexo masculino é de 80% e no sexo feminino é de 75%. Em Kanam, 11% da população está abaixo dos 6 anos de idade.